# الامجود (فرع العدين)

تعديل مصدري - تعديل

الامجود محلة تابعة لقرية قياص، التابعة لعزلة العاقبة بمديرية فرع العدين إحدى مديريات محافظة إب في الجمهورية اليمنية، بلغ تعداد سكانها 168 حسب تعداد اليمن لعام 2004.